# Regimentul 31 Infanterie (1916-1918)
Regimentul 31 Infanterie a fost o unitate de nivel tactic care s-a constituit la 14/27 august 1916, prin mobilizarea unităților și subunităților existente la pace aparținând de Regimentul Calafat No. 31. Regimentul a făcut parte din organica Brigăzii 2 Infanterie, fiind dislocat la pace în garnizoana Calafat. La intrarea în război, Regimentul 31 Infanterie a fost comandat de colonelul Ilie Ionescu. Regimentul 31 Infanterie a participat la acțiunile militare pe frontul românesc, pe toată perioada războiului, între 14/27 august 1916 - 28 ocotmbrie/11 noiembrie 1918.